# Берзиньш, Андрис (президент)
Андрис Вольдемарович Берзиньш (10 декабря 1944, Нитауре, Нитаурская волость, Рижский уезд, Латвийская ССР, СССР) — латвийский государственный и политический деятель. Президент Латвии (2011—2015). Предприниматель, миллионер.

## Биография

### Образование
В 1958 году окончил Нитаурскую среднюю школу.
В 1971 году окончил Рижский политехнический институт по специальности «радиоинженер».
В 1988 году окончил Латвийский государственный университет по специальности «планирование промышленности».

### Карьера в советский период
С 1970 года — инженер, впоследствии — директор предприятия «Электрон». Состоял в КПСС.
С 1988 года — заместитель Министра бытовых услуг Латвийской ССР. Возглавлял Совет народных депутатов и исполком Валмиерского района.
В 1990 году был избран в Верховный совет Латвии, работал во фракции Народного фронта Латвии. 4 мая 1990 года голосовал за восстановление независимости.

### Карьера в независимой Латвии
В 1993 году возглавил фонд приватизации при Банке Латвии.
В 1993—2004 годах — президент АО Latvijas Unibanka.
С декабря 2006 по апрель 2009 года — председатель совета Latvenergo.
В 2006—2010 годах на общественных началах работал президентом Торгово-промышленной палаты.
Работал советником президента Skandinaviska Enskilda Bank, AS Unibanka
После ухода на пенсию Берзиньш вернулся в активную политику. В 2005 году он стал кандидатом в депутаты думы Риги от Союза зелёных и крестьян (СЗК).
Со 2 ноября 2010 года — депутат 10-го Сейма Латвии и член фракции СЗК. C 4 ноября 2010 года — член, а с 8 ноября — председатель комитета по экономической, сельскохозяйственной, экологической и региональной политике Сейма. С 4 ноября 2010 года — член Комиссии по запросам Сейма. С 17 марта 2011 по 25 мая 2011 года — член Парламентской комиссии по расследованию в связи с предполагаемой незаконной деятельностью по поглощению и реструктуризации АО Parex Banka.

### Деятельность во время президентской гонки
2 июня 2011 года участвовал в президентских выборах и одержал во втором туре победу, набрав 53 депутатских голоса против 43, поданных за В.Затлерса. Официально вступил в должность 8 июля 2011 года. Во второй своей президентской гонке не участвовал.

## Награды
- Цепь ордена Трёх звёзд (2011 год)[7][8]
- Большой крест ордена Виестура (2011 год)[7][8]
- Крест Признания (2011 год)[7][8]
- Орден Белого орла (Польша, 2012)
- Орден Креста земли Марии на цепи (Эстония, 31 мая 2012 года)[9]
- Орден Короля Томислава (Хорватия, 2012 год)
- Орден Победы имени Святого Георгия (Грузия, 2012 год)[10]
- Отличие «Именное огнестрельное оружие» (14 марта 2013 года, Украина)[11]
- Орден «За выдающиеся заслуги» (Узбекистан, 2013 год)[12]
- Кавалер Большого креста с цепью ордена Белой розы Финляндии (Финляндия, 2013 год)
- Кавалер 1 класса ордена Заслуг (Норвегия, 1998)[13].